# Ludia pachyadenia
Ludia pachyadenia är en videväxtart som beskrevs av Herman Otto Sleumer. Ludia pachyadenia ingår i släktet Ludia och familjen videväxter. Inga underarter finns listade i Catalogue of Life.